# 応用生命科学部
応用生命科学部（おうようせいめいかがくぶ）は、大学の学部の一つ。
食品化学、食品工業などにおける学理とその応用に関する研究と教育を行う。

## 応用生命科学部を持つ日本の大学
- 日本獣医生命科学大学
- 新潟薬科大学